# Torneo Nacional de Boxeo Playa Girón 2017
Das Torneo Nacional de Boxeo Playa Girón 2017 wurde vom 14. bis zum 20. Dezember 2017 in Sancti Spíritus ausgetragen und war die 56. Austragung der nationalen kubanischen Meisterschaften im Amateurboxen.

## Medaillengewinner
Die Meistertitel wurden in zehn Gewichtsklassen vergeben.
| Gewichtsklasse                   | Gold                | Silber                  | Bronze             |
| -------------------------------- | ------------------- | ----------------------- | ------------------ |
| Leichtfliegengewicht (bis 49 kg) | Damián Arce         | Joahnys Argilagos       | Erislan Romero     |
| Leichtfliegengewicht (bis 49 kg) | Damián Arce         | Joahnys Argilagos       | Alibel Poll        |
| Fliegengewicht (bis 52 kg)       | Yosvany Veitía      | Bignote Arnolis Taylor  | Raicel Moncada     |
| Fliegengewicht (bis 52 kg)       | Yosvany Veitía      | Bignote Arnolis Taylor  | Jorge Griñán       |
| Bantamgewicht (bis 56 kg)        | Robeisy Ramírez     | Osvel Caballero         | Frank Saldivar     |
| Bantamgewicht (bis 56 kg)        | Robeisy Ramírez     | Osvel Caballero         | Osvaldo Díaz       |
| Leichtgewicht (bis 60 kg)        | Lázaro Álvarez      | Armando Martínez        | Yoangel Moya       |
| Leichtgewicht (bis 60 kg)        | Lázaro Álvarez      | Armando Martínez        | Dariesky Palmero   |
| Halbweltergewicht (bis 64 kg)    | Andy Cruz Gómez     | Jorge Moiran Vinet      | Miguel Arrechea    |
| Halbweltergewicht (bis 64 kg)    | Andy Cruz Gómez     | Jorge Moiran Vinet      | Kevin Hayler Brown |
| Weltergewicht (bis 69 kg)        | Roniel Iglesias     | Arisnoide Despaigne     | Antonio Bicet      |
| Weltergewicht (bis 69 kg)        | Roniel Iglesias     | Arisnoide Despaigne     | Yoenlis Hernández  |
| Mittelgewicht (bis 75 kg)        | Arlen López         | Osleys Iglesias Estrada | Loremberto Alfonso |
| Mittelgewicht (bis 75 kg)        | Arlen López         | Osleys Iglesias Estrada | Yainier Abreu      |
| Halbschwergewicht (bis 81 kg)    | Osvary Morrell      | Osnay Bencosme          | Enevadi Veguet     |
| Halbschwergewicht (bis 81 kg)    | Osvary Morrell      | Osnay Bencosme          | Raysel Poll        |
| Schwergewicht (bis 91 kg)        | Julio César La Cruz | Ángelo Morejon          | Ángel Nápoles      |
| Schwergewicht (bis 91 kg)        | Julio César La Cruz | Ángelo Morejon          | Lenar Pérez        |
| Superschwergewicht (über 91 kg)  | Erislandy Savón     | Yoandris Toirac         | Geovanis Bruzón    |
| Superschwergewicht (über 91 kg)  | Erislandy Savón     | Yoandris Toirac         | José Larduet       |